# Kraussaria dius
Kraussaria dius är en insektsart som först beskrevs av Karsch 1896.  Kraussaria dius ingår i släktet Kraussaria och familjen gräshoppor. Inga underarter finns listade i Catalogue of Life.